# Parque Nacional Shei-Pa

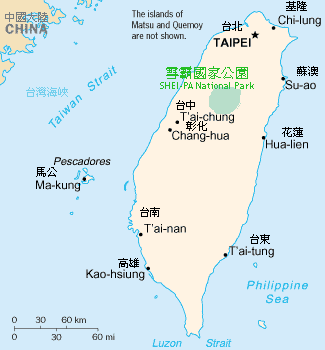
Localização do Parque Nacional Shei-Pa.

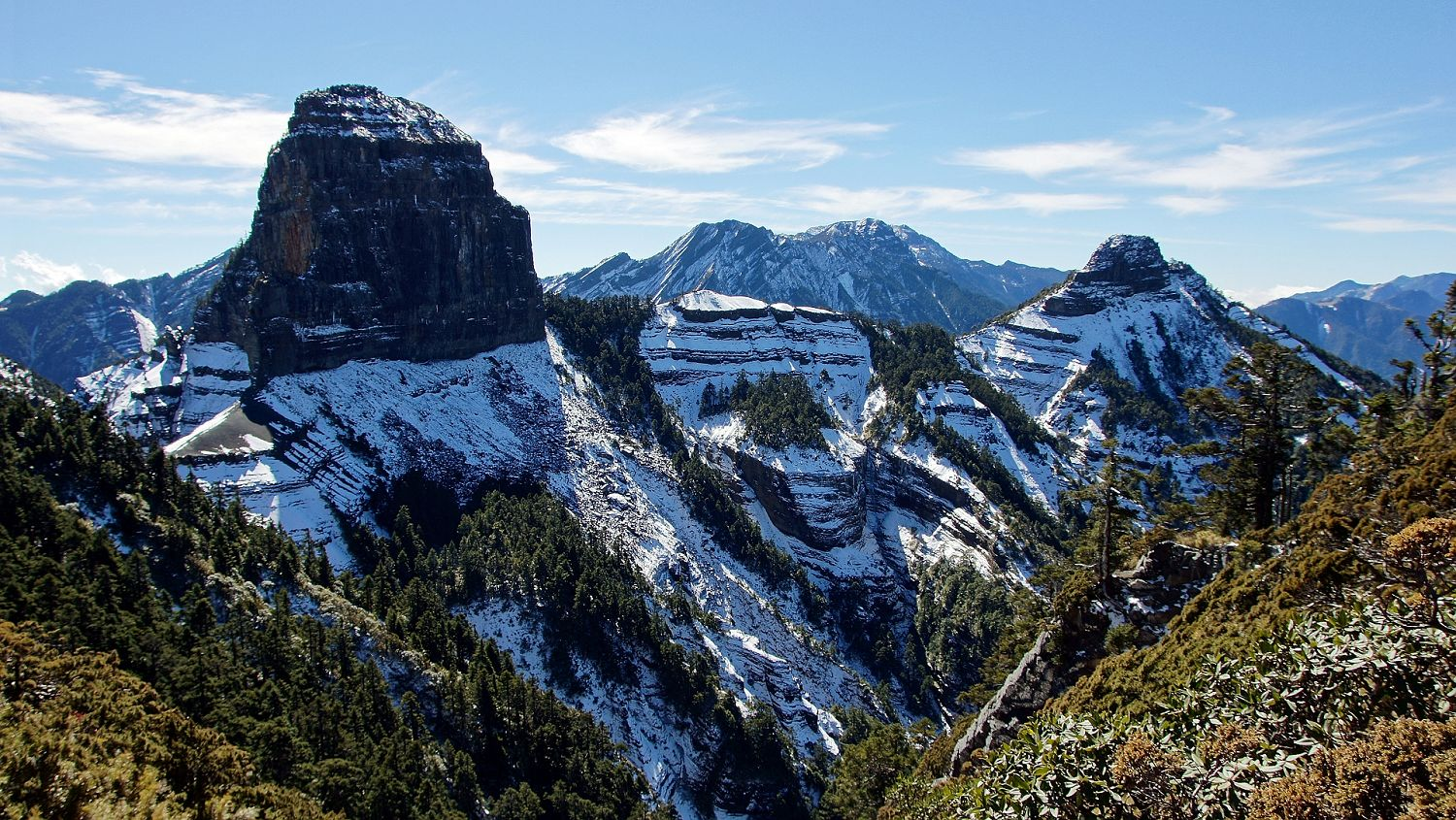
Monte Dabajian localizado no Parque Nacional Shei-Pa.

O Parque Nacional Shei-Pa é um parque nacional taiwanês, localizado na região fronteiriça entre os condados de Hsinchu, Miaoli e Taichung. Foi estabelecido em julho de 1992 e tem uma área de 76.850 hectares.

## Geografia
O parque varia entre elevações de 760 e 3.886 metros de altitude, sendo o ponto mais alto localizado no pico do monte Syue, a segundo ponto mais alto de Taiwan. As formas de relevo do parque consistem principalmente em montanhas e vales, com 51 picos acima de 3 mil metros. Além do Syue, o monte Dabajian é notável, sendo considerado um local sagrado pelas culturas Atayal e Saisiyat. A primeira subida registrada da montanha foi realizada por um grupo de escaladores japoneses em 1927. O parque é considerado o terceiro parque montanhoso do país.
Alguns rios notáveis que fluem pelo local incluem o Danshui, o Dajia, o Da-An e o Touqian. O parque tem quatro estações distintas, devido ao relevo e a umidade. Chuvas de primavera e da época chuvosa do leste da ásia causam neblina na região. Durante o verão, tufões e chuvas convectivas são mais comuns. No ountono, as temperaturas caem drasticamente durante a noite devido aos ventos frios que vão em direção ao sul, e no inverno é comum a ocorrência de neve, sendo uma das poucas regiões do país onde esse evento ocorre.
O relevo complexo, a hidrologia e o clima contribuem para a formação de uma biodiversidade imensa. Existe no parque 26 espécies consideradas endémicas ao país, tais como Agehana maraho, Oncorhynchus masou formosanus, Hynobius formosanus e Ursus thibetanus formosanus. Existem 52 espécies de mamíferos,  150 espécies de aves, 16 espécies de peixe, 26 espécies de répteis, 14 espécies de anfíbios e cerca de 100 espécies de borboletas no parque. O peixe nacional, o Oncorhynchus masou formosanus, pode ser encontrado no corrego de Cijiawan, e por isso tal corrego é designado como uma área de conservação no parque. Há 1.100 espécies de plantas vasculares na região, 61 das quais são consideradas raras.